# Oppsjön (Frötuna socken, Uppland)
Oppsjön är en sjö i Norrtälje kommun i Uppland och ingår i Norrtäljeåns huvudavrinningsområde.